# キリストの幼時

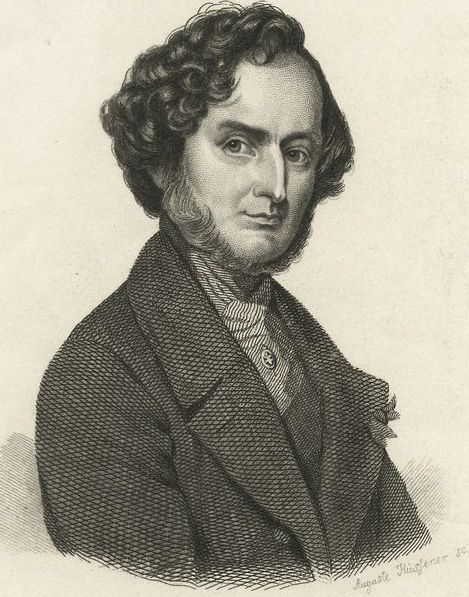
エクトール・ベルリオーズ

『キリストの幼時』（L'enfance du Christ）作品25は、エクトール・ベルリオーズが作曲した3部からなる声楽作品。

## 概要
まず「羊飼いたちの別れ」が、1850年11月12日にパリのフィルハーモニー協会のコンサートで発表された。この時ベルリオーズは作曲者として自分の名を伏せ、「パリの宮廷礼拝堂の楽長ピエール・デュクレが1679年に作曲した古風なオラトリオの断章」と称して発表した。これが功を奏し、聴衆も批評家たちもこの触れ込みを疑わず、作品は好評を博した。後にベルリオーズは自分の作曲であると明かしたが、評価が覆ることはなかった。
ベルリオーズはこれをさらに発展、拡大させて3部構成の作品に仕上げた。第2部は1850年のうちに、第1部と第3部は同年から1854年にかけて作曲された。フランス語のテクストは、全曲を通じてベルリオーズ自身による。全曲で1時間30分を要し、オペラ的要素を加えないため、オラトリオとして扱われることが多い。ベルリオーズは本作に「宗教的三部作」（Trilogie sacrée）と名付けている。題材は、マタイ伝第2章のヘロデ王による幼児虐殺と聖家族のエジプトへの逃避から取られている。この全3部版は1854年12月10日に、パリのサル・エルスで作曲者の指揮により初演された。

## 楽器編成
- 木管楽器：フルート2（ピッコロ1持ち替え）、オーボエ2（コーラングレ1持ち替え）、クラリネット2、ファゴット2
- 金管楽器：ホルン2、トランペット2、コルネット2、トロンボーン3
- 打楽器：ティンパニ
- その他：弦五部、ハープ、オルガン（またはハーモニウム）
- 混声合唱

## 登場人物

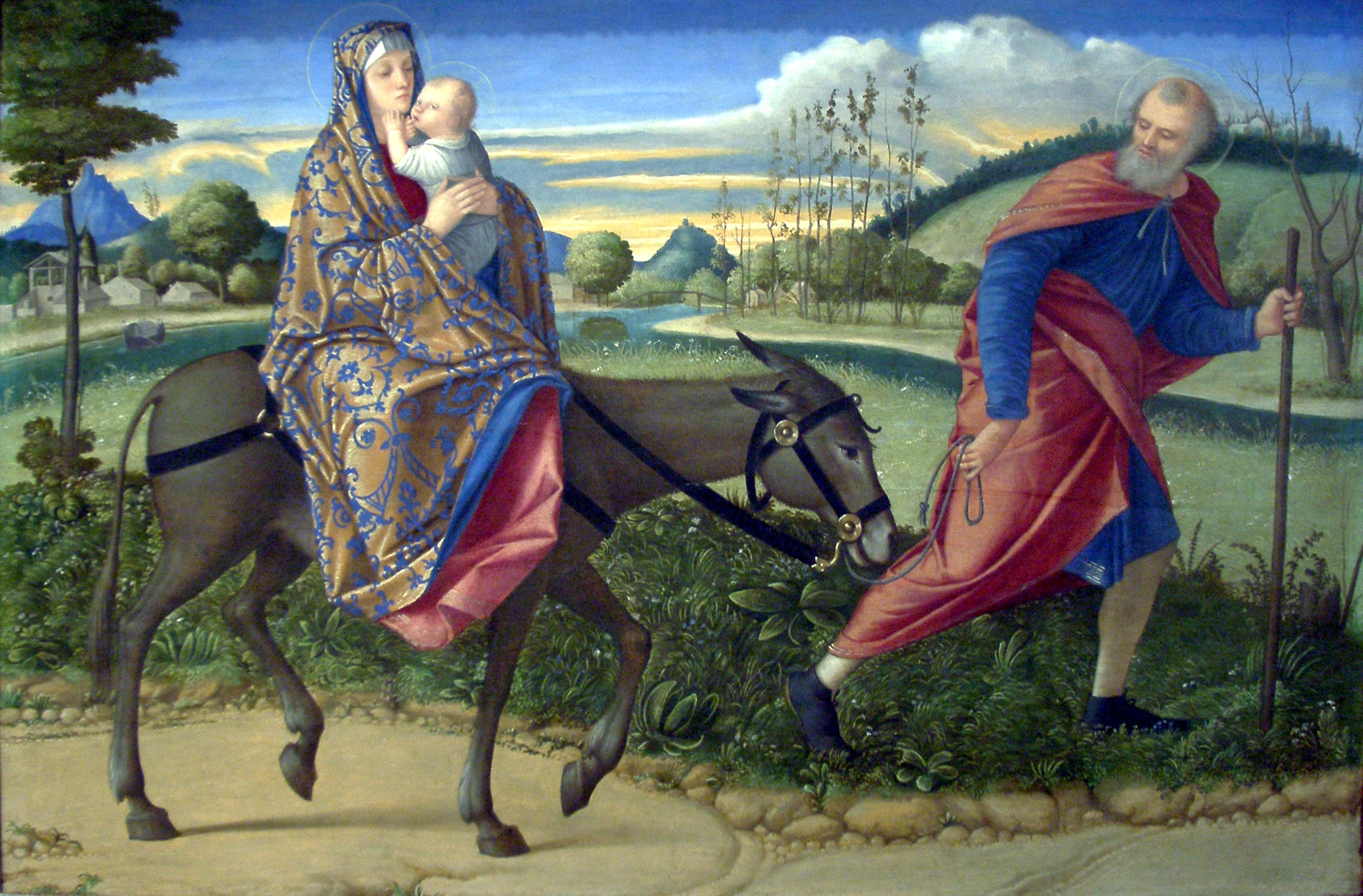
ヴィットーレ・カルパッチョによる『エジプトへの逃避』

| 人物名                   | 声域                        |
| ------------------------ | --------------------------- |
| 語り手                   | テノール                    |
| マリア                   | メゾ・ソプラノ またはアルト |
| ヨゼフ                   | バリトン                    |
| ポリドールス             | バリトン                    |
| ヘロデ王                 | バス                        |
| 家父                     | バス                        |
| 百人隊長（ケントゥリオ） | テノール                    |

## 構成

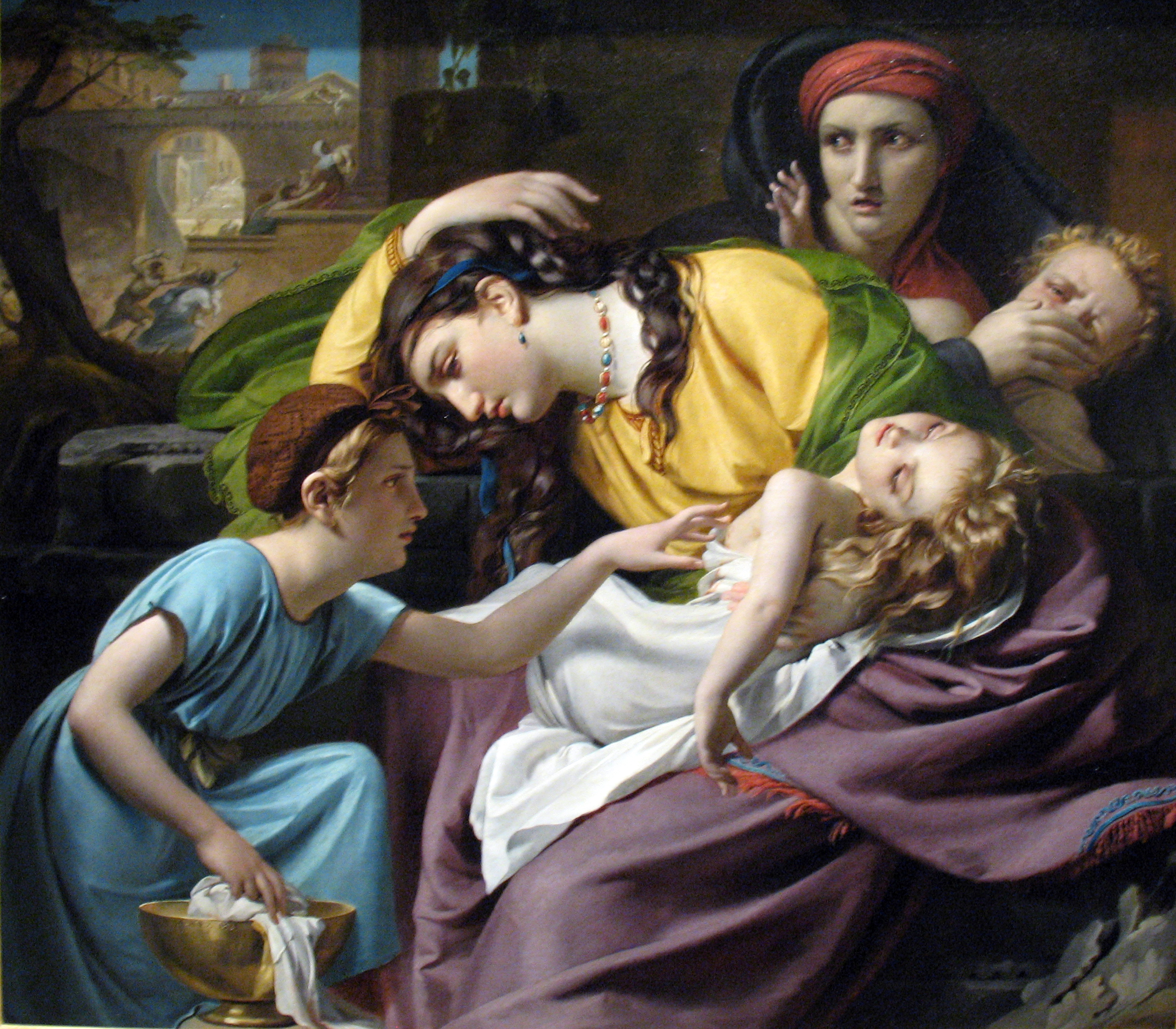

- 第1部 ヘロデの夢（約40分）
レチタティーヴォ：語り手（テノール独唱）が場面を説明する。舞台はキリスト誕生直後のパレスチナ。キリストの誕生によって、支配者たちはおののき、弱い者たちは希望に満ちている。ヘロデ王は恐怖にかられ、恐ろしい虐殺を行おうとしている。弦楽器がトレモロで入ってくる以外は、木管楽器を中心に進んでいく。最初はヘ短調だが、次々に転調を繰り返し、最後にハ長調に達する。
第1曲 夜の行進：人気のないエルサレムの通りをローマの兵士たちがパトロールしている。低弦のピチカートで刻まれるリズムの上に、主題が対位法的に展開する行進曲である。途中で突然中断し、警備にあたるローマの百人隊隊長と、パトロールの隊長ポリドールスのレチタティーヴォとなり、ヘロデ王の悪夢について語られる。その後、管弦楽による行進曲が再開し、やがて遠ざかっていく。
第2曲 ヘロデ王のアリア：ヘロデ王は不安と苦悩にさいなまれている。管弦楽の序奏と、ヘロデ王の短いレチタティーヴォに続いてアリアに入る。
第3曲 ポリドールスとヘロデ王：ヘロデ王がアリアを歌い終えると、ポリドールスが入ってきて、占い師たちが命令により宮殿に集まっていることを伝える。
第4曲 予言者たちとヘロデ王：占い師たちは降神術を行い、まじないをする。ヘロデ王は占い師たちに夢の内容を話す。ここではヴィオラ、チェロ、コントラバスが5部に分かれ、クラリネットがアリアの伴奏部の旋律を奏でる。その後、アレグレットになり、占い師たちの降神術の踊りが始まる。ここは3拍子と4拍子が交代する変則的な拍子となっている。神託の結果が出ると占い師たちはユニゾンで、生まれたばかりの一人の子どもが王の座と権力を奪うだろうと告げる。ヘロデ王は、幼児を皆殺しにする決意を歌い、占い師たちも合唱でそれを支持し、音楽はクライマックスを迎える。
第5曲 聖マリアと聖ヨゼフの二重唱：前の曲の後、7小節の休止を経て、舞台はベツレヘムの馬小屋となる。聖マリアが息子に歌いかける。伴奏の中心となっているのは弦楽器である。やがて、聖ヨセフが加わり、二重唱となる。
第6曲 聖マリアと聖ヨゼフ、見えざる天使：舞台裏で歌われる天使の合唱によって、聖マリアと聖ヨセフに、幼子に危険が迫っていることが告げられる。聖マリアと聖ヨセフはそのお告げに従って、旅立つことを決意する。

- 第2部 エジプトへの逃避（約18分）
第1曲 序曲：羊飼いたちは聖家族を見送るためにベツレヘムの馬小屋の前に集まっている。フーガによって曲は進められる。
第2曲 羊飼いたちの聖家族への別れ：羊飼いたちが聖家族たちと別れを惜しみながら、彼らの幸福を祈る。オーボエとクラリネットの4小節のリトルネロに続いて、3拍子の歌が歌われる。
第3曲 聖家族の憩い：聖家族が旅の途中、砂漠のオアシスで休んでいる。曲は8分の6拍子で始まり、やがて語り手が聖家族の旅の情景を歌う。

- 第3部 サイスへの到着（約35分）
（アレグロ・ノン・トロッポ）：語り手が、聖家族がどのようにサイスの街にたどり着いたかを語る。対位法的に進んでいく。
第1曲 サイスの街の中、聖マリアと聖ヨゼフの二重唱：聖家族はサイスの街で何軒かの扉を叩いて助けてもらおうとするが、冷たく追い払われる。やっと最後に、聖家族はイシュマエル人の家族に温かく迎えられる。扉を叩く様子がティンパニによって表現される。
第2曲 イシュマエル人の家の中
家父「入り給え、あわれなヘブライの人よ」：イシュマエル人の家父は、聖ヨセフと同じく大工であり、彼の家にとどまって一緒に暮らすよう促す。
若いイシュマエル人による2本のフルートとハープのための三重奏：聖家族をもてなすために、イシュマエル人の子どもたちが音楽を演奏する。三部形式、中間部はアレグロ・ヴィーヴォ。
家父「涙されるのか、若い母よ」：家父は聖家族にゆっくり眠るように言う。感謝する聖ヨセフと聖マリアに、イシュマエル人の合唱が加わる。
第3曲 エピローグ：語り手がその後の物語を語る。最後は、語り手が無伴奏で「ああ、わが魂よ」と祈り始め、その旋律を合唱がアカペラで模倣していく。そして、「アーメン」の斉唱で曲は静かに閉じる。

## 主な録音・録画
| 年   | 配役 語り手 マリア ヘロデ王 ヨゼフ                                                                        | 指揮者 管弦楽団および合唱団                                                                                     | レーベル                               |
| ---- | --- | --- | -------------------------------------- |
| 1956 | チェーザレ・ヴァレッティ フローレンス・コプレフ ジョルジョ・トッツィ ジェラール・スゼー                   | シャルル・ミュンシュ ボストン交響楽団 ニュー・イングランド音楽院合唱団                                          | CD: BMG ASIN: B000K2QKU2               |
| 1966 | ニコライ・ゲッダ ビクトリア・デ・ロス・アンヘレス エルネスト・ブラン ロジェ・ソワイエ                     | アンドレ・クリュイタンス パリ音楽院管弦楽団 ルネ・デュクロ合唱団                                                | CD: EMI ASIN: B00005GIWG               |
| 1966 | ジョン・マッコラム フローレンス・コプレフ ドナルド・グラム セオドア・アップマン                           | シャルル・ミュンシュ ボストン交響楽団 ニュー・イングランド音楽院合唱団                                          | DVD: Vai ASIN: B01I05QCLC 演奏会形式   |
| 1968 | エリック・タピ ジャネット・ベイカー ジュール・バスタン トーマス・アレン                                   | コリン・デイヴィス ロンドン交響楽団 ジョン・オールディス合唱団                                                  | CD: PHILIPS ASIN: B00000E37F           |
| 1969 | アラン・ヴァンゾ ジャーヌ・ベルビー ロジェ・ソワイエ クロード・カレス                                     | ジャン・マルティノン フランス放送管弦楽団 フランス放送合唱団 オラトリオ合唱団                                   | CD: Nonesuch ASIN: B003CEAJCK          |
| 1988 | アントニー・ロルフ・ジョンソン アンネ・ソフィー・フォン・オッター ジュール・バスタン ジョゼ・ヴァン・ダム | ジョン・エリオット・ガーディナー リヨン国立歌劇場管弦楽団 モンテヴェルディ合唱団                                | CD: ERATO ASIN: B000026AXZ             |
| 1989 | ジョン・エイラー マルガリータ・ツィンマーマン スタンフォード・ディーン アイケ・ビルム・シュルテ           | エリアフ・インバル フランクフルト放送交響楽団 ケルン放送合唱団 ハンブルクNDR合唱団                              | CD: デンオン ASIN: B00005EPTJ          |
| 1994 | ジョン・エイラー ジーン・リグビー アラステア・マイルズ ジェラルド・フィンリー                             | マシュー・ベスト コリドン・オーケストラ コリドン・シンガーズ                                                    | CD: Hyperion ASIN: B001F4YGTQ          |
| 1995 | ジョン・マーク・エインズリー スーザン・グラハム フィリップ・ココリノス フランソワ・ル・ルー               | シャルル・デュトワ モントリオール交響楽団 モントリオール交響合唱団                                              | CD: DECCA ASIN: B00005HPV9             |
| 1996 | ジャン･リュック･ヴィアラ ミシェール・ラグランジュ ミッシェル・ピケマル フェルナン・ベルネルディ           | ジャン＝クロード・カサドシュ リール国立管弦楽団 フランス放送合唱団 ヴィットリア・ディル・ド・フランス地方合唱団 | CD: NAXOS ASIN: B000026APT             |
| 1997 | ポール・アグニュー ヴェロニク・ジャンス オリヴィエ・ラルエット ロラン・ナウリ                             | フィリップ・ヘレヴェッヘ シャンゼリゼ管弦楽団 シャペル・ロワイヤル コレギウム・ヴォカーレ・ヘント               | CD: Harmonia Mundi ASIN: B000GUJYME    |
| 1998 | イヴ・セランス 筬田美弥城（おさだみやぎ） アンドレ・コニェ ジェラール・テリュエル                         | セルジュ・ボド スイス・イタリアーナ管弦楽団 スイス放送合唱団                                                    | CD: Forlane ASIN: B000059OCW           |
| 2002 | マーク・パドモア クリスティアーネ・エルツェ ラルフ・ルーカス クリストファー・マルトマン                   | ロジャー・ノリントン シュトゥットガルト放送交響楽団 SWRヴォーカル･アンサンブル･シュトゥットガルト               | CD: HANSSLER CLASSICS ASIN: B00008NF7D |
| 2006 | ヤン・ブロン カレン・カーギル マチュー・ローズ ウィリアム・デイズリー                                     | コリン・デイヴィス ロンドン交響楽団 テネブレ合唱団                                                              | CD: LSO Live ASIN: B000TKOD90          |
| 2007 | ヤン・ブロン ジェーン・ヘンシェル フィリップ・ルイヨン ガボール・ブレッツ                                 | シルヴァン・カンブルラン ルクセンブルク・フィルハーモニー管弦楽団 オイローパ・コール・アカデミー                | CD: Glor Classics ASIN: B001M0K2OG     |
| 2007 | エド・リヨン ミレイユ・ドゥルンシュ ウィリアム・ダズリー デイヴィッド・ウィルソン＝ジョンソン             | アイヴォー・ボルトン ザルツブルク・モーツァルテウム管弦楽団 ザルツブルク・バッハ合唱団                          | CD: Oehms ASIN: B001IBQDWO             |
| 2013 | ヤン・ブロン ヴェロニク・ジャンス アラステア・マイルズ スティーヴン・ロージス                             | ロビン・ティチアーティ スウェーデン放送交響楽団 スウェーデン放送合唱団                                          | CD: Linn Records ASIN: B00CY098T8      |
| 2018 | アンドルー・ステイプルズ サーシャ・クック マシュー・ブルック ロデリック・ウィリアムズ                     | アンドルー・デイヴィス メルボルン交響楽団 メルボルン交響合唱団                                                  | CD: Chandos ASIN: B07MWQHNB3           |